# چینچی
چینچی (به اسپانیایی: Chinchey) یک کوه در پرو است که در منطقه انکاش واقع شده‌است. چینچی ۶٬۳۰۹ متر بالاتر از سطح دریا واقع شده‌است.